# Бушуєв Віктор Михайлович
Віктор Михайлович Бушуєв (нар. 4 листопада 1919 — 4 червня 1996, місто Москва) — радянський партійний діяч, завідувач відділу хімічної промисловості ЦК КПРС. Член Центральної Ревізійної комісії КПРС у 1966—1981 роках. Депутат Верховної ради Російської РФСР 7—9-го скликань.

## Життєпис
У 1941 році закінчив Московський інститут хімічного машинобудування.
У 1942—1954 роках — інженер, старший інженер, начальник сектора відділу, заступник начальника відділу Державної планової комісії при Раді міністрів СРСР.
Член ВКП(б) з 1947 року.
З 1954 року — в апараті ЦК КПРС.
У травні 1965 — 1976 року — завідувач відділу хімічної промисловості ЦК КПРС.
З 1976 року — персональний пенсіонер союзного значення в Москві.
Помер 4 червня 1996 року. Похований на Новодівочому цвинтарі Москви.

## Нагороди
- орден Червоної Зірки
- орден «Знак Пошани»
- ордени
- медалі